# Cricetulus alticola
Cricetulus alticola е вид бозайник от семейство Хомякови (Cricetidae).

## Разпространение
Видът е разпространен в Индия, Китай и Непал.